# 蒙蒂塞洛 (新墨西哥州)
蒙蒂塞洛（英語：Monticello）是位於美國新墨西哥州謝拉縣的非建制地區。

## 歷史
蒙蒂塞洛的郵局自1881年營運至今。

## 地理
蒙蒂塞洛所處的海拔為高於海平面1602米（即5256英呎），而該地所採用的時區為UTC-7，即北美山地时区（MST）。同時該地設有夏令時間，為UTC-7調快一小時，即UTC-6（MDT）。